# Tisenö
Tisenö är en ö i Tisnaren i Skedevi socken i Finspångs kommun. Ön har en yta på 1,28 kvadratkilometer.
Tisenö har haft fast befolkning mycket länge; 1595 kallas den helt enkelt Önna. I samband med storskiftet på 1760-talet framgår att det då bodde tio familjer på Tisenö, fördelade på två byar. Under 1900-talet minskade dock antalet fastboende; 1920 bodde sex personer på ön och 1950 fanns ingen fastboende kvar. Sedan dess har dock viss återflyttning skett; 2012 fanns tre fastboende på ön. Därtill finns sex fritidshus.